# Irina Hauser
Irina Hauser (Buenos Aires, 8 de noviembre de 1971) es una periodista argentina especializada en temas judiciales, reconocida por su labor periodística en radio y medios gráficos.

## Trayectoria
Estudió licenciatura en Ciencias de la Comunicación obteniendo el título en la especialidad por la Universidad de Buenos Aires y trabaja como periodista desde 1992; desde 1997 se incorporó en Página/12. Escribió en diversas revistas como Elle, Luna, Tres Puntos, Caras y Caretas, Avenida y Anfibia, y colaboró en el portal Infojus Noticias.
Fue columnista en Radio Nacional, donde estuvo en los programas Mañana más, Mañana es hoy, y Gente de a pie. En televisión trabajó en 2006 en el programa Sin castigo, de Canal 7. También es columnista del programa La Inmensa Minoría junto con Reynaldo Sietecase, en Radio con Vos.
Recibió el premio “Revelación periodística en radio” de Radio Nacional en 2013 y el premio al “Periodismo de profundidad” de FOPEA por su artículo Los restos de la Corte, publicado en Anfibia en 2015. Es docente de Periodismo Especializado en Géneros y Experiencias II en la Maestría de Periodismo de la UBA.
Asimismo, se desempeña también como cantante.

## Participación en medios gráficos, radiales, televisivos y digitales
| Año       | Programa/Portal/Medio gráfico | Rol                       | Medio | Canal/estación de radio |
| --------- | ----------------------------- | ------------------------- | ----- | ----------------------- |
| 2006      | Sin castigo                   | Coconductora              | TV    | TV Pública              |
| 2015      | Mañana más                    | Columnista                | Radio | Radio Nacional          |
| 2015      | Mañana es hoy                 | Columnista                | Radio | Radio Nacional          |
| 2016-2017 | Ronda de editores             | Panelista (por Página/12) | TV    | TV Pública              |
| 2016-2018 | Gente de a pie                | Columnista                | Radio | Radio Nacional          |
| 2017-2021 | La inmensa minoría            | Columnista                | Radio | Radio con Vos           |
| 2019-2024 | Minuto uno                    | Columnista                | TV    | C5N                     |
| 2024      | QR                            | Columnista                | TV    | A24                     |
| 2022-hoy  | Aquí, allá y en todas partes  | Columnista                | Radio | Radio AM 750            |
| 2025-hoy  | Siemre es hoy                 | Columnista                | Radio | Radio AM 530            |

## Libros
2017: Los Supremos, Editorial Planeta.
2019: Rebelión en la Corte, Editorial Planeta 
2023: Muerta o presa. La trama violenta detrás del atentado. Editorial Planeta.

## Premios
| Año  | Categoría                                      | Premio               |
| ---- | ---------------------------------------------- | -------------------- |
| 2013 | Revelación Periodística del año                | Radio Nacional       |
| 2015 | Periodismo de profundidad                      | FOPEA                |
| 2019 | Labor periodística femenina en radio 2018/2019 | Martín Fierro, APTRA |